# Cyclaneusma minus
Cyclaneusma minus är en svampart som först beskrevs av Butin, och fick sitt nu gällande namn av DiCosmo, Peredo & Minter 1983. Cyclaneusma minus ingår i släktet Cyclaneusma, klassen Leotiomycetes, divisionen sporsäcksvampar och riket svampar.   Inga underarter finns listade i Catalogue of Life.
I den svenska databasen Dyntaxa används istället namnet Naemacyclus niveus för samma taxon.  Arten är reproducerande i Sverige.